# Orobanche ritro
Orobanche ritro Gren. & Godr. – gatunek rośliny z rodziny zarazowatych (Orobanchaceae) o problematycznym statusie taksonomicznym. Występuje w Europie środkowej i południowej. Pasożytuje na roślinach z rodzaju przegorzan (Echinops). Takson ten wyodrębniony został po rewizji taksonomicznej z gatunku zaraza wielka (Orobanche elatior) jako odmienny pod względem morfologicznym i ekologicznym.

## Rozmieszczenie geograficzne
Zasięg występowania wyznaczony jest prowizorycznie na podstawie oznaczonych materiałów zielnikowych zbieranych na rozległych obszarach południowej i środkowej Europy, od Hiszpanii na zachodzie po południowo-zachodnią Rosję na wschodzie. Rośliny z tego gatunku stwierdzone zostały także we Francji, Serbii i Rumunii. Problem w ustaleniu rzeczywistego zasięgu stanowi niewyróżnianie tego gatunku i utożsamianie tych roślin z zarazą wielką (O. elatior). Niewykluczone, że O. ritro rośnie także w Polsce, bowiem podawano stąd jako żywiciela zarazy wielkiej rośliny z rodzaju przegorzan, specyficzne dla O. ritro.

## Morfologia
ŁodygaPojedyncza, tęga (o średnicy 4–10 cm), kremowożółta, krótko gruczołowato owłosiona, pokryta łuskami trójkątnymi do lancetowatych.
KwiatyGrzbieciste, zebrane w gęste kłosy długości od kilku do 22 cm. Wsparte przysadkami krótszymi od kwiatów. Kielich dwułatkowy, z szerokimi, trójkątnymi łatkami. Korona kwiatu długości 17–23 mm, barwy jasnożółtej, siarkowożółtej lub kremowej, gruczołowato owłosiona. Warga dolna z trzema łatkami. Nitka pręcika owłosiona. Szyjka słupka gruczołowato owłosiona. Znamię z dwiema łatkami.
OwocWalcowata torebka.
Gatunek podobnyZaraza wielka, z którą rośliny tego gatunku są mylone lub od której są nie odróżniane, ma nasadę łodygi zgrubiałą (u O. ritro łodyga u nasady ma średnicę nieprzekraczającą 10 mm). O. ritro ma górne liście szeroko lancetowate lub jajowate. Dwudzielny kielich O. ritro jest słabo owłosiony, u nasady nagi, z gruczołkami do 0,2 mm długości. Ma koronę prostą lub słabo zgiętą i okrytą gruczołkami do 0,3 mm długości.

## Biologia i ekologia
Bylina, geofit. Jest rośliną bezzieleniową i, jak wszystkie zarazy, pasożytem. Żywicielami są rośliny z rodzaju przegorzan z rodziny astrowatych (Asteraceae). Najczęściej notowana jest na przegorzanie pospolitym (Echinops ritro), poza tym podawana była jako pasożyt przegorzana kulistego (E. sphaerocephalus) oraz E. bovei i E. ruthenicus. Rośnie na murawach kserotermicznych oraz w świetlistych zaroślach i na siedliskach ruderalnych.